# John Ryan (Rugbyspieler)
John Ryan (* 29. September 1939 in Newport; † 18. November 2022) war ein walisischer Rugby-Union-Spieler und -trainer. Er spielte als Flügelstürmer.
Ryan spielte für die London Welsh und die walisische Schulauswahl, bevor er 1959 zum Newport RFC wechselte. In 22 Spielen für den Verein legte er drei Versuche. 1973 übernahm er das Traineramt bei Newport. 1977 gewann er mit dem Verein den walisischen Pokal. Diesen Erfolg konnte er 1981 mit Cardiff wiederholen. Zwischen 1988 und 1990 war er walisischer Nationaltrainer. Unter ihm wurden jedoch nur zwei der neun Partien gewonnen, nach einer 34:6-Niederlage gegen England trat er zurück.